# Up the Bracket
Up the Bracket is het debuutalbum van de Britse indie-band The Libertines. Het album werd uitgebracht op 14 oktober 2002 en betekende de opkomst van de indie-scène in Engeland nadat bands als The Strokes al succes hadden. Het succes van het album betekende voor de band ook meteen het ontstaan van een probleem: zanger en gitarist Pete Doherty raakte aan de drugs en spanningen ontstonden tussen hem en mede-zanger en gitarist Carl Barât.
De naam van het album kan verschillende betekenissen hebben. Ten eerste is het straattaal voor het gebruiken van cocaïne. Verder kan het ook refereren aan de Britse komiek Tony Hancock, die de term gebruikte als alternatief voor “iemand tegen de keel” slaan. De term gebruikte Hancock in zijn show Hancock’s Half Hour, die in de jaren ’50 op de radio uitgezonden werd. Naar verluidt is Doherty groot fan van Hancock.

## Tracks
1. "Vertigo" – 2:37
2. "Death on the Stairs" – 3:24
3. "Horrorshow" – 2:34
4. "Time for Heroes" – 2:40
5. "Boys in the Band" – 3:42
6. "Radio America" – 3:44
7. "Up the Bracket" – 2:40
8. "Tell the King" – 3:22
9. "The Boy Looked at Johnny" – 2:38
10. "Begging" – 3:20
11. "The Good Old Days" – 2:59
12. "I Get Along" – 2:51

Een 13e nummer, de single What A Waster is toegevoegd aan de Japanse versie, de Amerikaanse versie en de re-release van de Britse versie. Op de Australische versie staan zowel What A Waster als de B-kant hiervan Mayday.